# Луальди, Манер
Манер Луальди (итал. Maner Lualdi; 23 декабря 1912, Милан — 13 сентября 1968, Триест) — итальянский лётчик, автораллист, журналист, театральный режиссёр и продюсер.
Сын композитора Адриано Луальди; получил экзотическое имя в честь главного героя первой оперы Луальди «Свадьба Ауры» (итал. Le nozze di Haura; 1908), действие которой происходит в Древнем Египте. В дальнейшем сотрудничал с отцом в нескольких музыкальных проектах — в частности, сочинил либретто для его балета «Лумавиг и молния» (итал. Lumawig e la Saetta; 1935). Одновременно поступил лётчиком в эскадрилью бомбардировщиков La Disperata под командованием Галеаццо Чиано, принимал участие в Итало-эфиопской войне, о чём опубликовал книгу «Военные полёты в Африке» (итал. Voli di guerra in Africa; 1937). В 1937—1938 гг. на самолёте Caproni Ca.310 совершил перелёт из Турина в Равалпинди, преодолев 24.000 километров за 54 часа. В 1939 г. выиграл премию фашистской газеты Il Popolo d'Italia за самый быстрый перелёт из Рима в Аддис-Абебу (4500 километров за 11 часов 25 минут).
В годы Второй мировой войны военный корреспондент газеты La Stampa, освещал преимущественно воздушный театр военных действий, в особенности Битву за Британию. О довоенном и военном лётном опыте рассказал в книге «Сто тысяч километров полёта в мире и на войне» (итал. Centomila chilometri di volo in pace e in guerra; 1942).
В 1949 г. вместе с другим пилотом, Леонардо Бонци, совершил перелёт из Турина в Рио-де-Жанейро и Буэнос-Айрес в рамках благотворительной акции, собирая средства для фонда Карло Ньокки, помогавшего искалеченным в годы войны детям. Затем участвовал в автопробеге Милан—Триполи—Могадишо. В качестве специального корреспондента газеты Corriere della Sera летал на бомбардировщике B-29 в ходе Корейской войны. Африканские и корейские впечатления Луальди описаны в его книге «Страхи столетия. Корея, Индокитай, Африка — 1951» (итал. Le paure del secolo. Corea, Indocina, Africa 1951; 1951). В том же 1951 году на небольшом самолёте в сопровождении кинооператора Луальди предпринял перелёт из Милана в Австралию, который закончился вынужденной посадкой на Суматре, — отчёт об этом перелёте в книге «Крушение в джунглях» (итал. Naufragio nella jungla; 1952) включает также наблюдения за жизнью и обычаями Индонезии и размышления о непонимании европейцами покорённых ими цивилизаций. В 1953 году Луальди совершил полёт в Арктику в память о погибшем 25 лет назад Руале Амундсене; подробная хроника этого перелёта — в книге «Белое безмолвие» (итал. Silenzio bianco. Cronache dell'Artico; 1953).
Начиная с 1946 г. Луальди развернул активную деятельность как театральный продюсер, первоначально в миланском театре «Эксцельсиор» (где одной из первых его постановок стали «Мещане» Максима Горького, режиссёр Джорджо Стрелер). Постепенно стал выступать и как режиссёр. В 1953—1954 гг. осуществил во Флоренции несколько оперных постановок, в том числе поставил оперу своего отца «Царская дочь». С 1959 г. и до конца жизни возглавлял миланский театр «Сант-Эразмо». В 1960 г. в Виченце поставил комедию Пьетро Аретино «Кузнец» (первая постановка этой пьесы в XX веке).
Помимо прочего, Луальди увлекался уфологией, опубликовал на эту тему ряд статей, написал предисловие к итальянскому изданию книги Эме Мишеля «Загадки летающих дисков». Ему также принадлежат несколько небольших беллетристических сочинений, в том числе повесть «Чудесная история профессора Алана» (итал. Storia magica del professor Alàn; 1946).
В декабре 1967 года Луальди предпринял новое амбициозное путешествие, встав во главе автопробега Рим—Пекин на машинах Alfa Romeo Giulia и Alfa Romeo Matta. После шести месяцев путешествия через 23 страны (включая маршрут по СССР от Бреста до Одессы через Москву) пробег завершился в Гуанчжоу, дальше его участников не пустили власти коммунистического Китая. Вернувшись в Италию, утомлённый и разочарованный Луальди скоропостижно скончался.